# Krigen
Krigen (prt: Uma Guerra; bra: Guerra) é um filme dinamarquês de 2015, do gênero drama de guerra, dirigido e escrito por Tobias Lindholm e protagonizado por Pilou Asbæk e Søren Malling.
A obra conta a história de uma companhia militar dinamarquesa capturada pelo Talibã no Afeganistão.

## Premiações e indicações
| Premiação  | Categoria                          | Resultado |
| ---------- | ---------------------------------- | --------- |
| Oscar 2016 | Melhor filme em língua estrangeira | Indicado  |

## Elenco
- Pilou Asbæk - Claus Michael Pedersen
- Søren Malling - Martin R. Olsen
- Dar Salim - Najib Bisma
- Tuva Novotny - Maria Pedersen
- Charlotte Munck - Lisbeth Danning
- Dulfi Al-Jabouri - Lutfi Hassan